# سلة الفراولة البرية
سلة الفراولة البرية (بالفرنسية: Le Panier de fraises des bois)‏ هي لوحة زيتية للرسام الفرنسي جان بابتيست سيميون شاردان رسمها في عام 1761. كان شاردان معروفاً برسوماته للفواكه مثل الدراق والبطيخ والأجاص، لكن هذة تعد الوحيدة التي تصور فاكهة الفراولة.
في مارس 2022 بيعت في مزاد بمبلغ 24.4 مليون جنيه إسترليني وحققت بذلك رقماً قياسياً لوحات شاردان. وفي مايو من نفس العام أوقف متحف اللوفر عملية البيع حيث طلب وضع اللوحة ضمن قائمة الكنوز الوطنية وبموجب القانون الفرنسى يٌسمح بتجميد تصدير اللوحة إلى خارج البلاد لمدة عامين ونصف، وفي حالة عدم توفير متحف اللوفر للمبلغ المطلوب تتم عملية البيع بشكل قانوني.وبهدف استعادة اللوحة المباعة قامت اللوفر بحملة جمع تبرعات قدرت بمبلغ 1.3 مليون يورو تم التبرع بها من عشرة آلاف شخص